# Русин (село)
Ру́син — село в Україні, в Сокальській міській громаді Шептицького району Львівської області. Населення становить 196 осіб.

## Історія
У 1880 р. село належало до Сокальського повіту, в селі було 63 будинки і 368 жителів та 6 будинків і 45 жителів у панському дворі (з них 235 греко-католики, 165 римо-католиків і 13 юдеїв).
Станом на а 1 січня 1939 року у селі мешкало 630 осіб (440 українців-греко-католиків, 160 українців-римокатоликів, 20 поляків і 10 євреїв). Село входило до об'єднаної сільської ґміни Варенж Място, яке належало до Сокальського повіту Львівського воєводства.
У 1944 році село віддали Польщі, українців вивезли до СРСР, натомість завезли поляків. 21-25 червня 1947 року під час операції «Вісла» польська армія виселила з Русина на щойно приєднані до Польщі північно-західні терени 157 українців. У селі залишилося 163 поляки. Ще 5 українців підлягали виселенню.
За радянсько-польським обміном територіями 15 лютого 1951 року село передане до УРСР, а частина польського населення переселена до Нижньо-Устрицького району, включеного до складу ПНР. Поляки були виселені, а село заселене українцями з ліквідованого села Середній Угринів.

## Пам'ятки
Дерев'яна церква Св. Апостола Євангелиста Луки збудована у 1878 році.
До виселення українців і заборони УГКЦ в 1946 р. церква була дочірньою від парафії Себечів Белзького деканату Перемишльської єпархії УГКЦ.

## Відомі мешканці

### Народилися
- Цьона Олег Михайлович — артист Львівського академічного молодіжного театру імені Леся Курбаса. Заслужений артист України.